# Segestria danzantica
Segestria danzantica är en spindelart som beskrevs av Chamberlin 1924. Segestria danzantica ingår i släktet ormspindlar, och familjen sexögonspindlar. Inga underarter finns listade i Catalogue of Life.